# Chobędza
Chobędza is een plaats in het Poolse district Miechowski, woiwodschap Klein-Polen. De plaats maakt deel uit van de gemeente Gołcza en telt 222 inwoners.